# Brixia lalouettei
Brixia lalouettei är en insektsart som beskrevs av Williams 1975. Brixia lalouettei ingår i släktet Brixia och familjen kilstritar. Inga underarter finns listade i Catalogue of Life.